# Élisabeth de Bourg (reine d'Écosse)
Ne doit pas être confondue avec sa petite-nièce, Élisabeth de Bourg (comtesse d'Ulster).
Pour les autres membres de la famille, voir famille de Bourg.
Titres
Reine consort d'Écosse
25 mars 1306 – 27 octobre 1327
Élisabeth de Bourg, aussi appelée en anglais Elizabeth de Burgh (morte le 27 octobre 1327) est la deuxième épouse de Robert Bruce. Elle est ainsi reine consort des Écossais de 1306, date à laquelle son mari revendique le trône, à sa mort.

## Biographie
Élisabeth est la fille du comte d'Ulster Richard le Comte Rouge et de sa femme Marguerite. Elle est vraisemblablement née dans le domaine irlandais de son père, qui correspond aux actuels comtés de Down et d'Antrim. Son père est un ami proche du roi Édouard Ier. En 1302, elle épouse le comte de Carrick Robert Bruce. La première femme de ce dernier, Isabelle de Mar, est morte en 1296 et ne lui a donné qu'une fille, Marjorie. Ce mariage pourrait avoir été arrangé par Édouard Ier, même s'il est cohérent avec la politique matrimoniale de la famille de Bourg.
Le 25 mars 1306, Robert est sacré roi des Écossais à Scone, au mépris de l'autorité exercée par l'Angleterre sur le royaume d'Écosse depuis 1292. Après plusieurs défaites contre les Anglais, le nouveau roi envoie sa femme et d'autres membres de sa famille au château de Kildrummy sous la protection de son frère Nigel et du comte d'Atholl John Strathbogie. Le petit groupe, qui comprend également la belle-fille d'Élisabeth, Marjorie, et ses belles-sœurs Christina et Mary, doit prendre la fuite lorsque Aymar de Valence vient assiéger le château. Pourchassées par William, le comte de Ross, elles se dirigent vers le nord, peut-être pour se réfugier dans les Orcades, mais elles sont rattrapées et capturées par le comte de Ross au sanctuaire de saint Duthac à Tain,.
Contrairement à Mary Bruce et Isabelle MacDuff, comtesse de Buchan, Élisabeth n'est pas enfermée dans une cage sur les murs de châteaux écossais. Elle bénéficie d'un traitement relativement clément en étant assignée à résidence à Burstwick, dans le Yorkshire, avec deux servantes. Au cours des années qui suivent, tandis que son mari continue à lutter contre les Anglais, sa captivité se poursuit dans d'autres lieux, parmi lesquels la tour de Londres et l'abbaye de Shaftesbury, dans le Dorset. Durant son séjour à Burstwick, elle écrit au roi pour se plaindre de n'avoir que trois toilettes par an, sans coiffe et sans draps pour son lit. Ses conditions de vie sont meilleures à la Tour de Londres, où elle a le droit à six serviteurs et une allocation hebdomadaire de 40 shillings pour régler leur solde,.
Le 24 juin 1314, Robert remporte la bataille de Bannockburn contre les troupes du nouveau roi anglais Édouard II. Le beau-frère de ce dernier, Humphrey de Bohun, est capturé par les Écossais. Pour racheter sa liberté, le roi accepte de rendre leur liberté à plusieurs prisonniers, parmi lesquels la reine Élisabeth, qui peut dès lors rentrer en Écosse auprès de son mari. Elle finit par donner un héritier masculin à Robert le 5 mars 1324 avec la naissance du prince David,.
Élisabeth meurt le 26 octobre 1327 à Cullen, une résidence royale située dans le Banffshire. Elle est inhumée à l'abbaye de Dunfermline, la nécropole royale écossaise. Ses viscères sont embaumés et conservés à l'église de Cullen, où une chapellenie est établie pour célébrer des messes pour le salut de son âme.

## Mariage et descendance
Élisabeth de Bourg épouse en 1302 le comte de Carrick Robert Bruce. Ils ont quatre enfants, deux fils et deux filles :
- Marguerite (entre 1315 et 1323 - 30 mars 1346), épouse (en 1345 ou avant) le comte de Sutherland William de Moravia ;
- Mathilde (entre 1315 et 1323 - 30 juillet 1353), épouse (probablement en 1342) Thomas Isaac ;
- David II (5 mars 1324 - 22 février 1371), roi des Écossais ;
- Jean (5 mars 1324 - mort jeune), frère jumeau du précédent, inhumé au prieuré de Restenneth (en)[5].